# Nòdul de recombinació
Els nòduls de recombinació són una part del complex sinaptonèmic. És el lloc on es produeix l'encreuament (crossing-over) dels cromosomes homòlegs. Aquest procés té lloc en l'etapa del Paquitè, durant la Profase I de la Meiosi I. Constitueix una estructura proteica que conté els enzims necessaris per a l'intercanvi de gens (informació genètica) entre les cromàtides dels dos cromosomes homòlegs. Enzims com: endonucleases, ADN polimerasa, ADN ligasa i d'altres imprescindibles perquè esdevingui l'encreuament. Aquests enzims fragmenten la doble hèlix d'ADN, després aquests fragments són intercanviats i es fusiona de nou la nova doble hèlix amb l'ajuda dels enzims.